# Speedo
Speedo är ett varumärke för badkläder. Det startades 1914 i Australien. Numera finns huvudkontoret i Nottingham i England.
Simmare som Grant Hackett, Eemil Heikkinen, Michael Klim, Megan Jendrick, Greg Louganis, Janet Evans, Liam Tancock, Michael Phelps, Lewis Gordon Pugh, Natalie Coughlin, Ryan Lochte, Ian Crocker, Amanda Beard, Dawn Fraser, Wu Peng och Kosuke Kitajima har sponsrats av Speedo.
På engelska har ordet speedos förlorat en del av sin varumärkeskaraktär och kan stå för kortbenta kroppsnära badbyxor av vilket märke som helst.